# Modipane
Modipane è un villaggio del Botswana situato nel distretto di Kgatleng, sottodistretto di Kgatleng. Il villaggio, secondo il censimento del 2011, conta 3.197 abitanti.

## Località
Nel territorio del villaggio sono presenti le seguenti 7 località:
- Bodumatau di 24 abitanti,
- Boragane di 41 abitanti,
- Kopi di 31 abitanti,
- Modipane Lands,
- Mokatse,
- Ramagobogobo,
- Segakwana di 5 abitanti